# James Elles

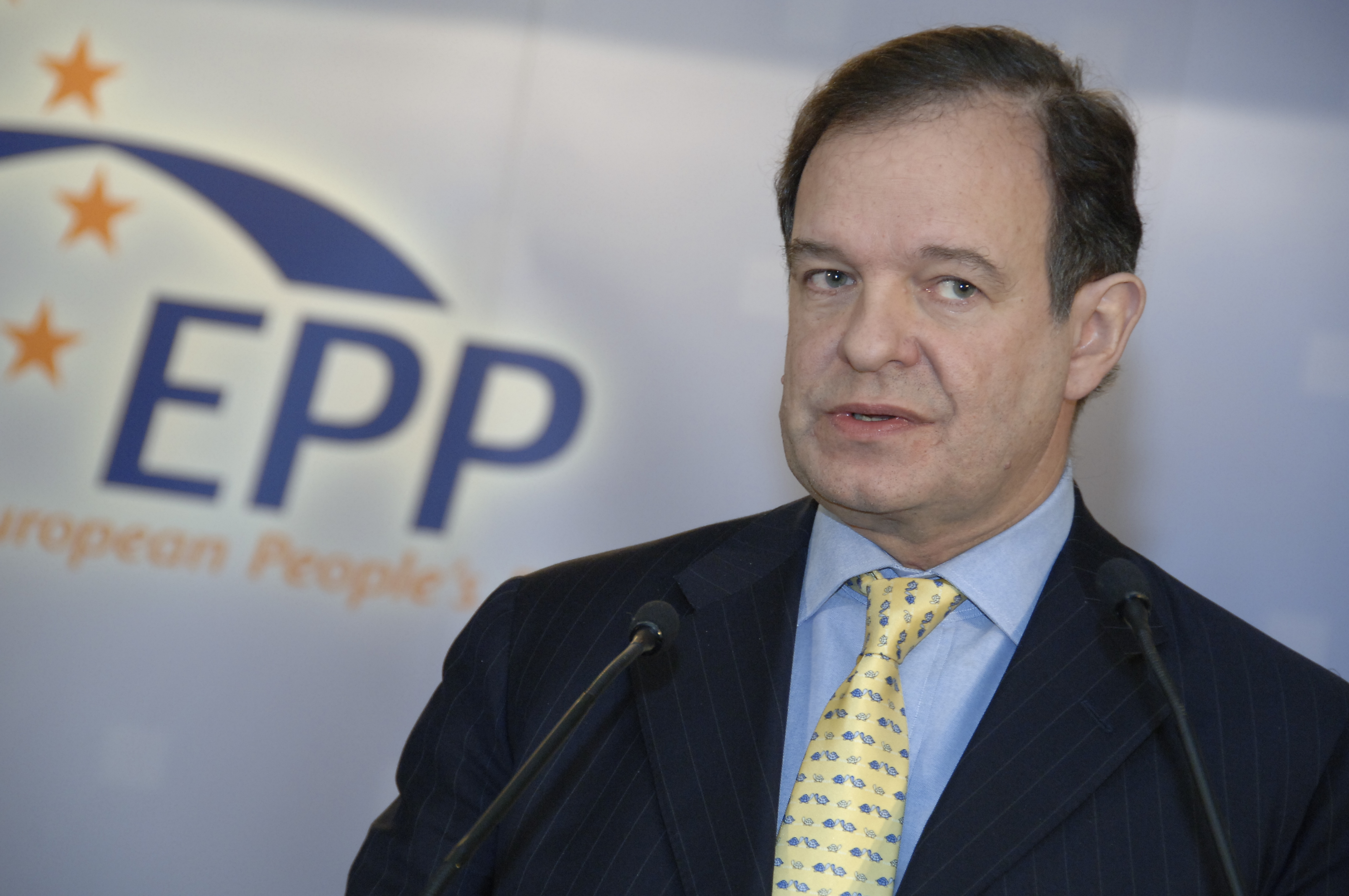
James Elles (2008)

James Elles (n. 3 septembrie 1949) este un om politic britanic, membru al Parlamentului European în perioadele 1984-1989, 1989-1994, 1994-1999, 1999-2004 și 2004-2009 din partea Regatului Unit.
1. ↑  Hon. James Edmund Moncrieff Elles, The Peerage
2. 1 2 3 4  The Peerage
3. 1 2 3  Deputații în Parlamentul European